# El Camino Real (Reed)
El Camino Real (1985) es una obra de música para parte del compositor estadounidense Alfred Reed, y hace referencia al Camino Real de California, vía de comunicación terrestre que unía las misiones católicas del Alta y la Baja California fundadas entre 1683 y 1834.
La música se basa en una serie de progresiones armónicas comunes a incontables generaciones de guitarristas de flamenco (y otros estilos), que con estilo arrollador e interpretación brillante han cautivado a millones de aficionados a la música de todo el mundo. 
La primera parte de la música se basa en la Jota, mientras la segunda parte, en contraste, se basa en el Fandango, pero en esta ocasión considerablemente alterado en compás y tempo sobre su forma más usual. Por lo general, la pieza sigue el modelo tradicional de tres tiempos: rápido-lento-rápido. El estreno de la obra tuvo lugar el 15 de abril de 1985 en Sarasota, Florida, interpretada por la 581st Air Force Band con dirección de Ray E. Toler.
El siguiente texto es extraído de las notas que el compositor escribió para acompañar la pieza:

El Camino Real fue encargada por y está dedicada a la banda de música 581 de la Fuerza Aérea de los Estados Unidos de América y su comandante, el teniente coronel Ray E. Toler. Compuesta durante la segunda mitad de 1984 y concluida a principios de 1985, lleva como subtítulo "Una fantasia llatina"
Alfed Reed, nota al texto de la partitura original

## Enlaces
- El Camino Real, interpretada por la Banda Sinfónica de Algemesí (2012)

- Datos: Q2206762